# 加里宁格勒铁路局
加里宁格勒铁路局（俄語：Калининградская железная дорога，羅馬化：Kaliningradskaya zheleznaya doroga，简称）是俄罗斯铁路股份公司属下的铁路管理局之一，总部设于加里宁格勒，主要负责管辖俄罗斯联邦加里宁格勒州的铁路系统。在苏联时期，加里宁格勒州的铁路原属于波罗的海铁路局的一部分，但苏联解体后加里宁格勒州成为一块与俄罗斯联邦本土分开的外飞地，波罗的海铁路局被撤销并分拆为爱沙尼亚、拉脱维亚、立陶宛铁路以及加里宁格勒铁路局，其中加里宁格勒铁路局划归俄罗斯联邦交通部。